# Mount Meunier
Mount Meunier ist ein 665 m hoher Berg im westantarktischen Marie-Byrd-Land. Er ragt 5 km östlich des Mount Strange am nordöstlichen Ende der Kohler Range auf. Seine nördlichen Hänge sind teilweise eisfrei und liegen oberhalb des Dotson-Schelfeises an der Walgreen-Küste.
Der United States Geological Survey (USGS) kartierte ihn anhand eigener Vermessungen und Luftaufnahmen der United States Navy aus den Jahren von 1959 bis 1967. Das Advisory Committee on Antarctic Names benannte den Berg 1977 nach dem Kartographen Tony Kenneth Meunier vom USGS, der 1974 zur Mannschaft auf der Amundsen-Scott-Südpolstation zur Satellitengeodäsie gehört und unter anderem von 1982 bis 1983 am Antarctic Search for Meteorites Program in den Allan Hills teilgenommen hatte.